# Ruta de los Castillos y las Batallas

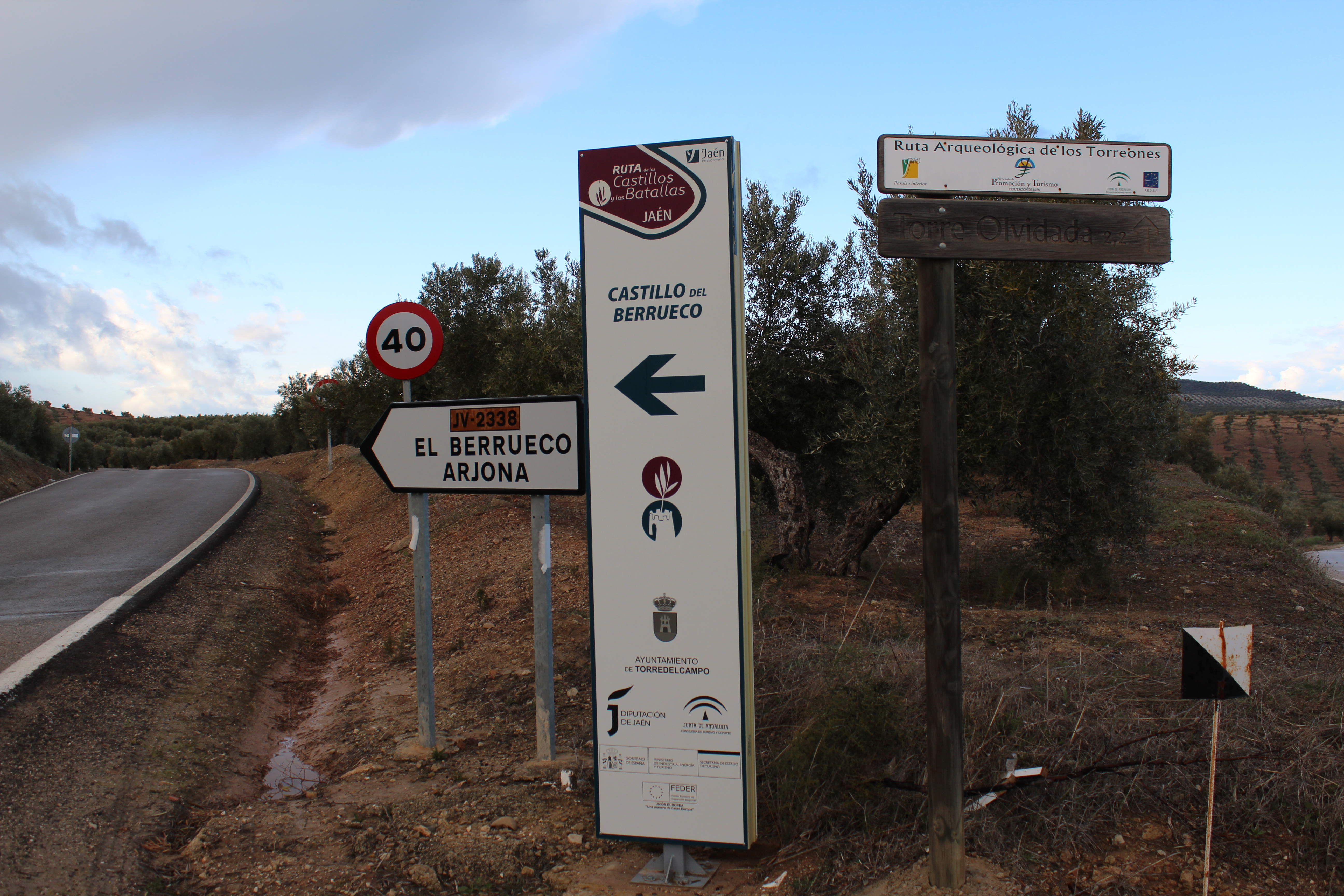
Cartel de la Ruta de los Castillos y las Batallas, indicando la dirección hacia el castillo del Berrueco.

La Ruta de los Castillos y las Batallas surge como una iniciativa llevada a cabo en colaboración por la Consejería de Turismo, Comercio y Deporte de la Junta de Andalucía, la Diputación Provincial de Jaén, y la Federación Empresarial de Gremios de Turismo y Hostelería de la provincia de Jaén.
Nace así en 2005, como un recorrido histórico-turístico.

## Objetivos
Entre los objetivos de la ruta se encuentran: la mejora de la competitividad turística, en el marco de un turismo de calidad; potenciar la economía de los pueblos; la conservación y puesta en valor del patrimonio y de la historia; y dar a conocer los históricos edificios militares y las batallas que forjaron el rumbo de la historia de la zona.

## La Ruta
La ruta discurre por las provincias de Ciudad Real, Jaén y Granada. Si bien la mayoría de la ruta discurre por la provincia jiennense (no en vano es la región de Europa con mayor densidad de castillos).
Comprende las fortalezas y las batallas más importantes de esta zona geográfica.
Su inicio se sitúa en Carrión de Calatrava, y termina en Granada.

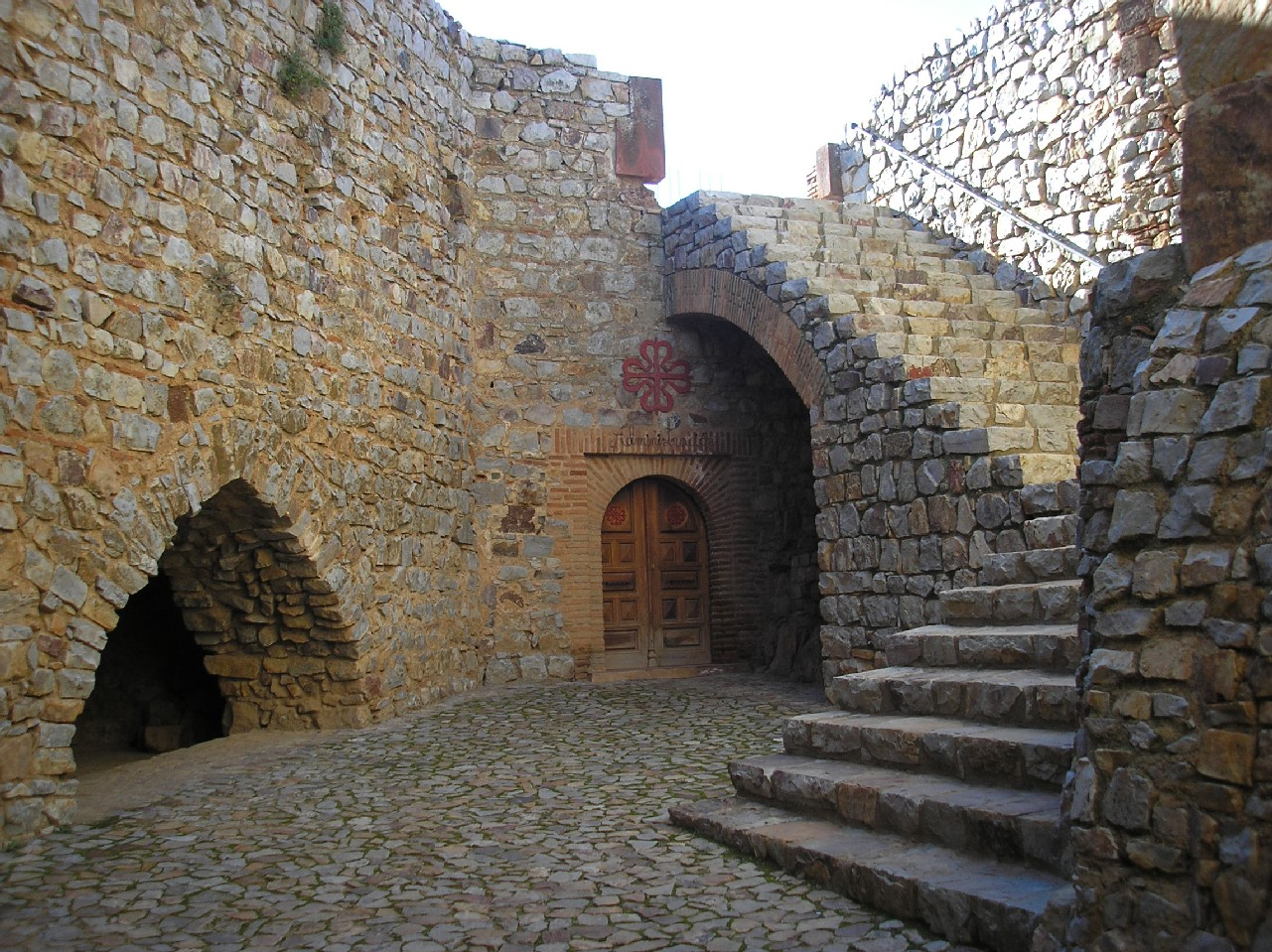
Escaleras del Castillo-Convento de Calatrava la Nueva en Aldea del Rey.

### Castillos
Los castillos, ruinas o restos que componen la ruta son los siguientes:
Provincia de Ciudad Real
- Castillo de Calatrava la Vieja en Carrión de Calatrava
- Parque arqueológico de Alarcos en Ciudad Real
- Castillo-Convento de Calatrava la Nueva en Aldea del Rey
- Castillo de Salvatierra en Calzada de Calatrava

Provincia de Jaén
- Castillo de Castro Ferral en Santa Elena
- Castillo de Navas de Tolosa en La Carolina
- Castillo de Vilches

- Castillo de Giribaile en Vilches
- Castillo de Linares

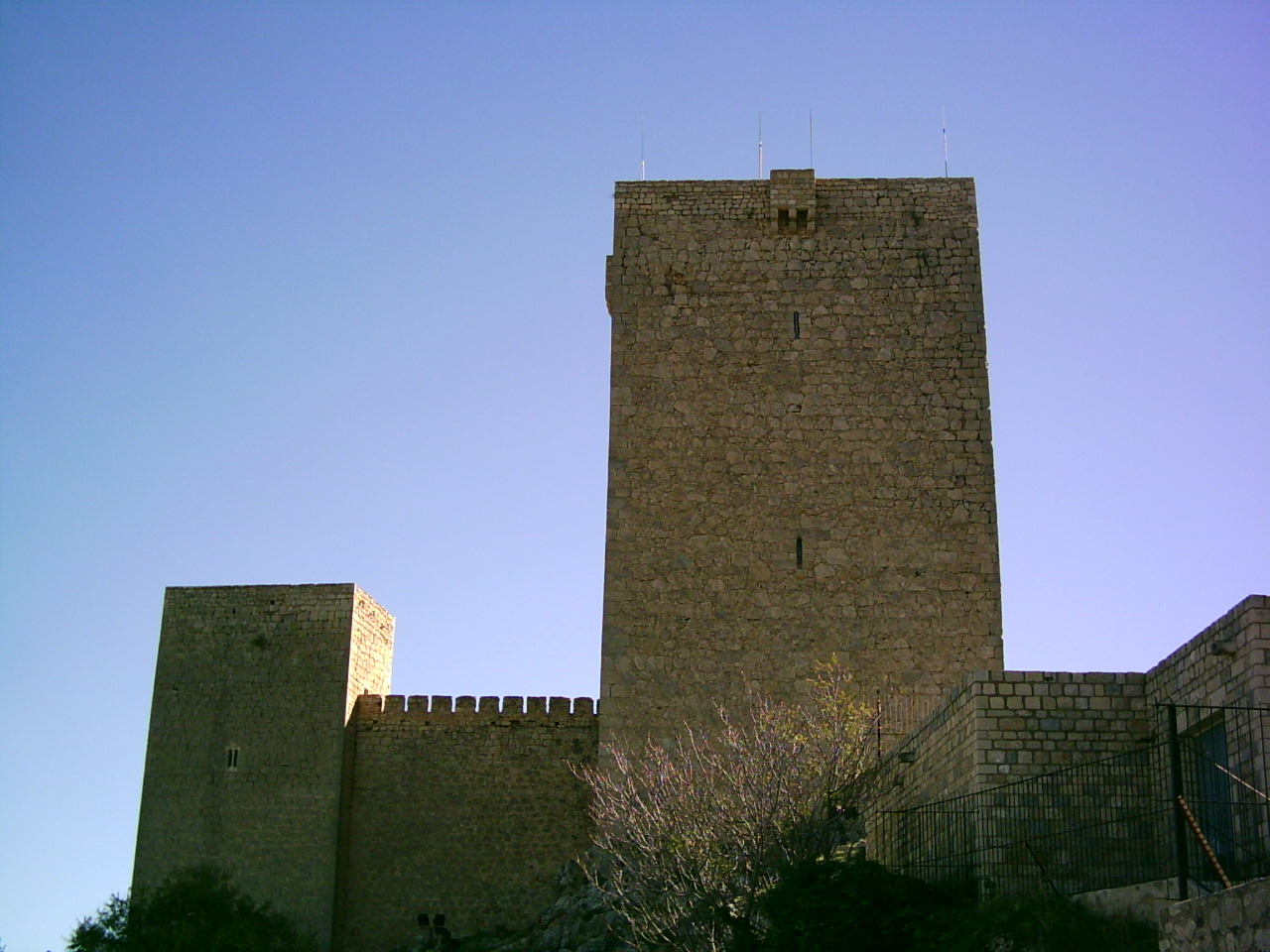
Vista exterior del castillo de Santa Catalina de Jaén.

- Castillo de Santa Eufemia (Cástulo) en Linares
- Castillo de la Tobaruela en Linares
- Castillo de Baños de la Encina
- Murallas de Andújar
- Castillo del Trovador Macías en Arjonilla
- Murallas de Arjona
- Castillo de Lopera
- Murallas y Torre Boabdil en Porcuna
- Castillo del Berrueco en Torredelcampo
- Castillo de Santa Catalina en Jaén

- Castillo de Torredonjimeno en Torredonjimeno
- Castillo de la Peña en Martos
- Castillo de la Villa en Martos
- Castillo de Víboras en Martos
- Castillo de Alcaudete
- Fortaleza de la Mota en Alcalá la Real

Provincia de Granada
- Castillo de Montefrío
- Castillo de Íllora
- Castillo de Moclín
- Alhambra y Generalife en Granada

### Batallas
Provincia de Jaén
- Batalla de Baecula
- Batalla de las Navas de Tolosa - Museo de la batalla de las Navas de Tolosa[1]
- Batalla de Bailén